# Наседкин, Валерий Иванович (конструктор)
Валерий Иванович Наседкин (род. 1939) — советский учёный и конструктор артиллерийской техники.
Кандидат технических наук (1973), автор более ста печатных работ, имеет 46 авторских свидетельств; действительный советник Российской Академии Ракетных и артиллерийских наук и действительный советник Российской Инженерной Академии.

## Биография
Родился 18 апреля 1939 года в городе Щигры Курской области.
С 1961 года, сразу после окончания Уральского Государственного университета, работал в ОКБ-9 Уралмашзавода (ФГУП «Завод № 9»), пройдя трудовой путь от инженера-конструктора до главного конструктора ОКБ-9 им Ф. Ф. Петрова (руководил в 1996—2013 годах).
При его непосредственном участием разрабатывались и принимались на вооружение многие системы, в числе которых буксируемые орудия Д-30А, 2А45М, 2А61, орудия 2А31, 2А33 самоходных гаубиц 2С1 и 2С3 и все танковые пушки семейства Д-81, в том числе пушки 2А46М-4, 2А46М-5 танков Т-80 и Т-90. Также им было создано 122-мм штурмовое орудие М-392.

## Награды и звания
- Награждён орденом «Знак Почета» (1989) и медалями.
- «Изобретатель СССР» (1990).